# Christa von Schnitzler
Pour les articles homonymes, voir Schnitzler.

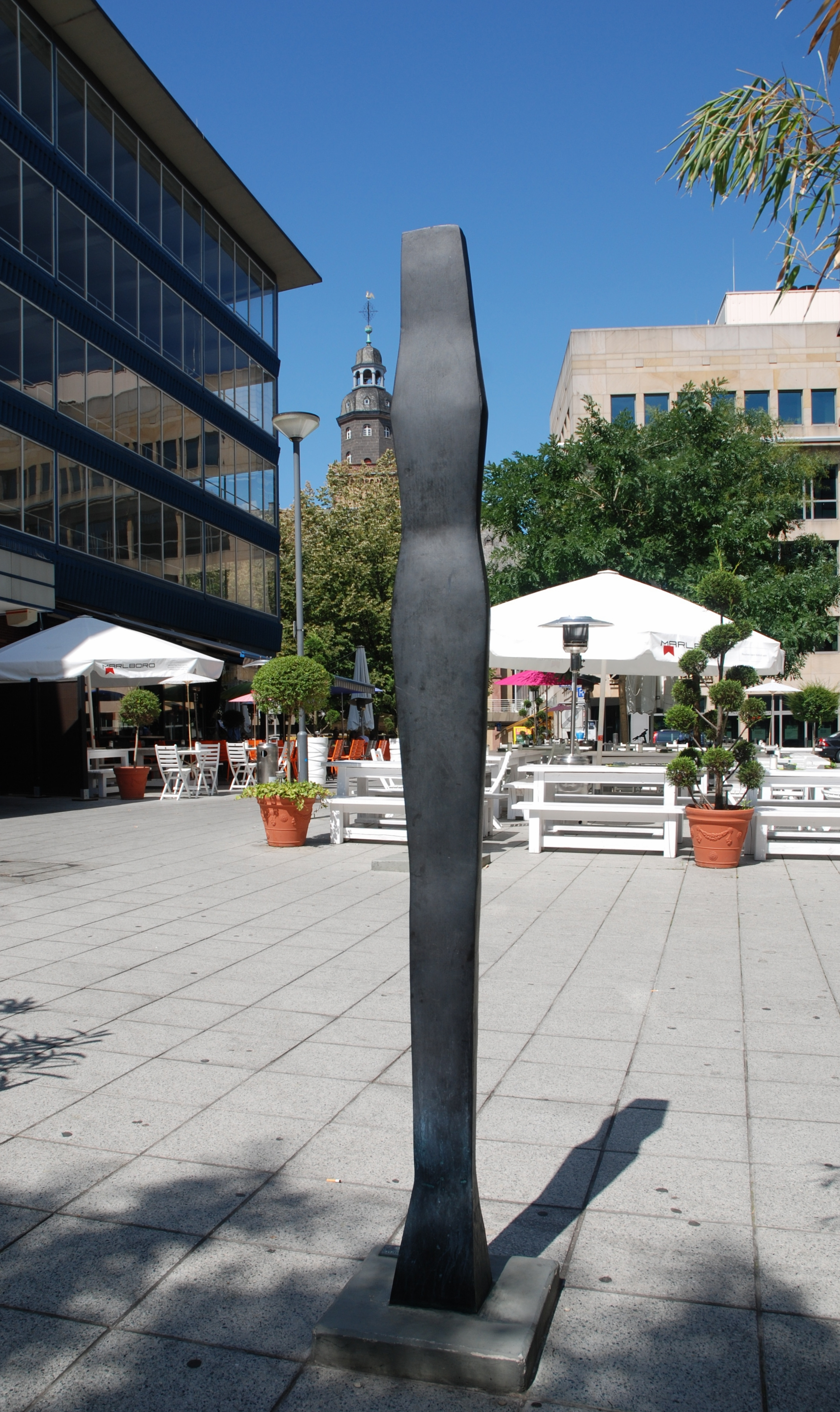
Große Stehende, 1978

Christa von Schnitzler, né le 12 juillet 1922 à Cologne, et morte le 28 juin 2003 à Francfort-sur-le-Main, est une sculptrice allemande.

## Biographie
Christa von Schnitzler est née en 1922 à Cologne,. Elle a étudié à l'académie des beaux-arts de Munich. Elle a eu comme maître Toni Stadler. Elle a vécu et travaillé à Francfort.